# Йов (Борецький)
Йо́в Боре́цький (в миру Іва́н Боре́цький) (1560 — 2 (12) березня 1631) — український православний церковний діяч, полеміст, письменник. Митрополит Київський, Галицький і всієї Русі (1620—1631). Ректор Львівської братської школи, перший ректор Київської братської школи. Представник шляхетського роду Борецьких гербу Голобок. Народився у Бірчі, Руське воєводство. Духовний та політичний наставник Петра Могили. Опонент Руської унійної церкви, вестернізації та єзуїтів на українських землях Речі Посполитої. Помер у Києві. Приєднаний до лику святих в УПЦ КП у 2008 році.

## Біографія
Народився у містечку Бірча (тепер, село Бірча у Підкарпатському воєводстві Польщі) в сім'ї Матвія Борецького, дрібного шляхтича.
Припускали, що освіту він отримав у Львівській братській школі, але зважаючи на блискуче знання латини, яка на той час там не викладалася (першим викладачем латини у ній з 1604 року був він сам), найвірогіднішим є навчання в Острозькій академії, а після неї — у Краківському університеті. З 1604 року — викладач латинської й грецької мов Львівської братської школи. У 1604—1605 рр. — ректор, «котрому братія подала в школу, а також і порядки школниє». Заслужив високу шану як людина, що «Аполлонові кохана і в Парнасі на лоні муз вихована». У 1610—1615 рр. Борецький — священик Київської Воскресенської церкви на Подолі, де заснував парафіяльну школу. Мав власний двір на Подолі (тепер вул. Спаська). Входив до вченого гуртка архімандрита Києво-Печерської лаври Єлисея Плетенецького.
Борецький — один із засновників Київського братства та Київської братської школи, її професор і перший ректор (1615—1618). Викладав мови: грецьку й латинську, ймовірно, філософію; приділяв увагу окремим богословським питанням. Борецький виявляв турботу про школу та її учнів: постачав все необхідне для навчання (забезпечував учнів за власний кошт підручниками, почав укладати бібліотеку), утримував на свій кошт бідних та сиріт. Кияни шанували ректора й називали його «другим Іваном Милостивим». Також, він утілював у життя думку про те, що спів і музика є важливими важелями естетичного виховання. Багато зусиль доклав, аби навчити учнів і півчих правильному церковному співові, викорінити т. зв. хомонію — розтягування слів, унаслідок додавання до них голосних на шкоду мелодії.
У грудні 1619 року Борецький і його дружина Никифора Федорівна Чеховичевна прийняли чернечий постриг. Борецький став ігуменом Київського Михайлівського Золотоверхого монастиря, Никифора, за переказом, — ігуменею Київського Богословського монастиря (у межах Михайлівського Золотоверхого). Разом з однодумцем гетьманом П. Сагайдачним та іншими відомими оборонцями Української Православної церкви Борецький відновив за благословенням патріарха Єрусалимського Теофана III українську православну ієрархію (1620), яка після Берестейської унії 1596 року була замінена греко-католицькою. Став першим по її відновленні митрополитом Київським, Галицьким і всієї Руси і був ним до смерті.

Не полишав справ мирських. Підтримував київських друкарів Т. Вербицького й С. Соболя. Брав участь у перекладі з грецької старослов'янською й редагуванні «Анфологіону», виданого Лаврською друкарнею в 1619 році. Прихильник не конфесійної, а широкої народної освіти. Послідовно виступав за її демократизацію, всестановість та за рівність у навчанні. У статут Луцької братської школи, затверджений Борецьким, вписана теза, що стала провідною в братських школах України:
Багатії над убогими в школі нічим вищі не мають бути, лише самою наукою.
У творі «О воспитаніи чад» (1609), ймовірно, написаному Борецьким, наука ставиться понад усе, бо «з неї, як з жродла, все добре походить, і през ню чоловік чоловіком ся находить». Вважав, що саме освіта визначає місце людини в суспільстві й спроможна змінити суспільство. В умовах посиленого наступу на Україну Речі Посполитої Борецький гуртує до опору українців. Він збирає на наради світських і духовних православних, виступає на козацьких радах (заслужив славу «козацького митрополита»), пише листи до впливових магнатів, пише полемічні твори. Доводить, що українці мають історичні права на власну вітчизну й церкву.
Ми громадяни своєї землі, добре і чесно в домах шляхетних уроджені, в ній осідок і оселі свої маємо… і взяли ми лише те, що нам предки наші заповідали.
— читаємо в «Протестації» (1621). Написана Борецьким разом з І.Курцевичем та І. Копинським, «Протестація» була спрямована на захист відновленої православної ієрархії, у ній боронилося право українців жити на рідній землі, сповідувати батьківську віру. Автори підносили козацтво, за допомогою якого відбувалося становлення ієрархії. Доводили, що козаччина є спадкоємицею «тої старої Руси», старих руських князів, що козаки — це дійсні лицарі Христа, що віра й спасіння душ православних — це провідна мета їхніх подвигів. На думку М. Возняка та інших дослідників, Борецький — також імовірний автор «Перестороги» (написаної 1605 або 1606 році у Львові), одного з найвидатніших творів української полемічної літератури, спрямованого проти католицизму й унії. Крім переказу подій 1590-х рр., пов'язаних із релігійною боротьбою в Україні, автор висловлює думку про причини, що довели Русь до «такої загибелі»: впродовж довгого часу Україна не мала «шкіл посполитих», тобто народних, від того й всі нещастя, грубість поганська, брак одностайності, поширення чужої віри, зрада. Автор закликав до єдності й оборони.
1624 року звернувся до московського уряду з чолобитною про надання допомоги православному населенню України та про приєднання України-Руси до Московської держави. Але царський уряд відхилив цю пропозицію, бо Московська держава, ослаблена недавньою московсько-польською війною, не була спроможна вести війну проти Польщі.
Склав два меморіали в оборону православної ієрархії: «Протестація» (1621) та «Юстифікація» (1622).

Одночасно Борецький шукав шляхів порозуміння між українцями православними й українцями католиками та греко-католиками. Виступав за зміцнення політичних і культурних зв'язків України, Білорусі та Московії. Ставши митрополитом, продовжував опікуватися Київською братською школою. Допомагав Київському братству в придбанні деяких маєтностей на утримання школи. Добився королівської грамоти (19 лютого 1629 року), за якою Київське братство було, нарешті, визнане й затверджене Річчю Посполитою, і «що б вони своїм накладом не побудували, то на вічні часи». Таким чином, хоч про братську школу в грамоті прямо не говорилось, вона з визнанням Київського братства також дістала державний захист як його невід'ємна частина. Із записів сучасника, вихованця Київської братської школи Сильвестра Косова довідуємося, що Борецький не полишав й учителювання:
Йов Борецький, ставши митрополитом Київським, був і опікуном оних братських шкіл і сам в них богословське вчення викладав.
У 1628—1629 рр. був разом із митрополитом Йосифом Велямином Рутським прихильником загального замирення української церкви, однак не зміг залучити до своїх планів козаччини. У 1628 році був присутній на Городоцькому соборі (на Волині, в маєтності Києво-Печерської лаври в Городку Рівненського повіту на шостому тижні Великого посту) та скликав у Києві помісний собор Православної церкви. Мав намір взяти участь в спільному з'їзді православних та греко-католиків у Львові 28 жовтня 1629 року. Улітку 1629 року скликав Київський собор за наказом короля Сигізмунда III Вази з метою визначення позиції православної пастви щодо укладення угоди з уніатами.
Помираючи, Борецький передав опіку над освітніми справами «превелебнійшому в Бозі отцю Петру Могилі» але застеріг його, щоб «школи в братстві київськім, а не де індей ґрунтовані були». Похований Борецький, за його заповітом, «…при церкві святого Архистратига Михаїла над Києвом» Михайлівського Золотоверхого монастиря, що був на той час резиденцією митрополита.

## Твори
- «Анфологіон», або вибрана Мінея на весь рік (переклад з грецької, доповнений службами руським святим та їхніми короткими біографіями. — Київ, 1619).
- Діалог про православну віру. — Острог, 1606.
- «Лімонарь, тобто Квітник» — переклад, з доповненнями, «Синайського патерика». — Київ, 1628.
- «Аполлія (знищення) апології Мелетія Смотрицького». — Київ, 1628.
- «Нарікання про благочестя» (повчання православним, як тримати себе під час гонінь за православ'я).

## Вшанування пам'яті
З березня 2018 року колишній провулок Панфіловців у Києві має назву провулок Йова Борецького.

## Канонізація
Помісний Собор 2008 року Української православної церкви Київського патріархату у зв'язку з 1020-літтям Хрещення Київської Руси-України, благословив приєднати святителя Йова, Митрополита Київського і всієї Руси до лику святих для загального церковного шанування і занести його ім'я до православного церковного календаря. Чесні останки святителя Йова вважати святими мощами віддавати їх на волю Божу. Благословити будівництво храмів на честь святителя Йова, Митрополита Київського і всієї Руси. Пам'ять святителя Йова святкувати 15 (2) березня, у день його блаженного упокоєння.

## Сучасники про Борецького
Сильвестр Косів писав про нього як про людину, добре освічену, у вільних науках, у знанні грецької, латинської й слов'янської мов навряд чи мав собі рівних.

На думку Дмитра Туптала, був
…премудр в божественнім писанії, в грецькій і латинській мовах добре вправний.
На думку Сергійчука В.:
Часто нагадував царю Московії про "його права на Київ.